# Iuliu Maniu
Iuliu Maniu (n. 8 ianuarie 1873, Șimleu Silvaniei, Austro-Ungaria – d. 5 februarie 1953, Sighetu Marmației, Maramureș, România) a fost un politician român, greco-catolic, deputat român de Transilvania în Dieta de la Budapesta, de mai multe ori prim-ministru al României (noiembrie 1928-iunie 1930; iunie 1930-octombrie 1930; octombrie 1932-ianuarie 1933), președinte al Partidului Național-Țărănesc (1926-1933, 1937-1947), deținut politic după 1947, decedat în închisoarea Sighet. Este membru de onoare al Academiei Române (1919).

## Originea și studiile
Iuliu Maniu s-a născut la 8 ianuarie 1873 în localitatea Șimleu Silvaniei, pe atunci în comitatul Sălaj (în județul Sălaj de astăzi), fiu al lui Ioan și Clara Maniu. Tatăl său, Ioan Maniu (1833-1895), a crescut în casa unchiului, Simion Bărnuțiu, urmând studiile juridice la Pesta și Viena. În 1865 Ioan Maniu s-a căsătorit cu Clara Maniu, născută Coroianu (fiica vicarului greco-catolic al Silvaniei, Demetriu Coroianu), cu care a avut 9 copii: Scipio (decedat în anii studenției), Cassiu (1867-1943), Elena (1869-1935), Ionel (decedat în adolescență), Iuliu (1873-1953), Cornelia (1876-1956), Sabina (1883-1905), Emilia (decedată la 2 ani) și Iuliana (decedată de mică).
Iuliu Maniu și-a petrecut copilăria la Șimleu Silvaniei și Bădăcin, a urmat școala primară la Blaj, absolvind, apoi, liceul reformat calvin din Zalău. A efectuat studii la Universitatea din Cluj (Facultatea de Drept - 1891-1896), pe care le-a continuat la Budapesta și la Viena, unde a devenit doctor în drept în anul 1896. Revenit în Transilvania, s-a stabilit la Blaj, unde și-a început activitatea de avocat al Mitropoliei greco-catolice și profesor de drept civil la Academia Teologică greco-catolică din „Mica Romă” a Transilvaniei.

## Cariera politică

### În Imperiul Austro-Ungar
Iuliu Maniu și-a început cariera politică în cadrul Partidului Național Român din Transilvania. Debutează totodată ca membru, iar apoi președinte al Societății Academice „Petru Maior”, fiind cooptat în 1897, la numai 24 de ani, în comitetul de conducere al PNR. În Monarhia Austro-Ungară, a fost ales, în 1906, în Parlamentul din Budapesta, ca deputat de Vințu de Jos, comitatul Alba, activitatea sa parlamentară dezvăluindu-i curajul și intransigența. Pe 22 mai 1906 ține primul său discurs în Dieta de la Budapesta.
În iunie 1915 Maniu a fost încorporat în Armata Comună austro-ungară și trimis pe frontul italian, de unde a fost demobilizat în 1918, întorcându-se la Arad. Împreună cu personalități de primă mărime ale Partidul Național Român din Ungaria și Transilvania, precum Gheorghe Pop de Băsești și Ștefan Cicio-Pop, Iuliu Maniu a participat hotărâtor la pregătirea unirii Transilvaniei cu Vechiul Regat. Imediat după întoarcerea din Italia, Maniu a fost trimis la Viena pentru a negocia drepturile minorității române din Transilvania, înființând, la 30 octombrie 1918, la Viena, Consiliul Național al Românilor din Transilvania. A sosit la Arad în 14 noiembrie 1918, unde a pus capăt negocierilor dintre CNR și Oszkár Jászi, reprezentantul guvernului Mihály Károlyi, prin deciderea ruperii Transilvaniei de Austro-Ungaria, spre unire cu restul teritoriilor românești (Vechiul Regat).
Iuliu Maniu s-a numărat printre organizatorii Marii Adunări de la Alba Iulia, din 1 decembrie 1918, unde s-a decis unirea Transilvaniei cu Regatul României. În cuvântarea pe care a ținut-o cu ocazia Adunării naționale de la Alba Iulia, Maniu a spus: „Privim în înfăptuirea unității noastre naționale ca la un triumf al libertății românești”. Pe 2 decembrie 1918 a fost ales în funcția de ministru-prezident al Consiliului Dirigent al Transilvaniei, funcție echivalentă cu cea de guvernator, îndeplinind, totodată, și funcția de ministru de interne.

### În Regatul României

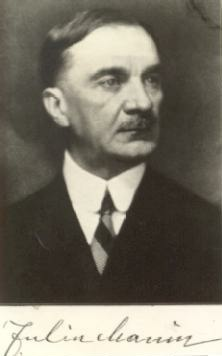
Iuliu Maniu

După dizolvarea Consiliului Dirigent la 4 aprilie 1920, de Guvernul Alexandru Averescu (2), relațiile dintre Iuliu Maniu și politicienii din București s-au înrăutățit. Acuzând favorizarea PNL și împingerea intelectualității ardelene într-un con de umbră, Maniu a refuzat să voteze Constituția din 1923, considerând-o prea centralistă și invocând chestiuni de principiu. Partidul Național Român din Transilvania a reclamat prin vocea lui Iuliu Maniu faptul că modificarea Constituției din 1866 putea fi făcută doar prin alegerea unei Adunări Constituante, așa cum era prevăzut la art. 128. În loc să procedeze astfel, guvernul condus de Ion I. C. Brătianu a profitat de faptul că PNL-ul câștigase alegerile din martie 1922, și nevrând să riște alegerea unei constituante, a pus Senatul și Camera Deputaților să voteze, la 26 martie respectiv 27 martie 1923, o nouă constituție, folosindu-se, astfel, de majoritatea de care dispunea în Parlament.
Alegătorii din martie 1922 nu-i învestiseră pe cei pe care i-au ales cu dreptul de a modifica Legea Fundamentală, ci aleseseră un parlament obișnuit, cu puteri obișnuite, care trebuia să se supună prevederilor Constituției, nefiind deasupra ei. Conferirea acestui parlament a calității de Adunare Națională Constituantă, ilustra intenția guvernului liberal de a forța adoptarea unei legi fundamentale cu acceptul monarhului. Acceptând să se încoroneze sub guvernul I.I.C. Brătianu, regele Ferdinand legitima rămânerea la putere a Partidului Național-Liberal, trecând peste opinia partidelor din opoziție. În consecință, Iuliu Maniu nu a participat la încoronarea regelui Ferdinand și a reginei Maria la Alba Iulia. Aceeași atitudine au avut-o și ceilalți lideri naționali și țărăniști dar și capii Bisericii greco-catolice, și romano-catolice. Nicolae Iorga a fost prezent „din devotament față de Coroană și din iubire față de buna rânduială“, dar nu fără a remarca ironic: „Bineînțeles însă, când se va încorona d. Ion Brătianu nu voi avea aceeași atitudine“.
De asemenea, Maniu a refuzat să participe la botezul principelui moștenitor, viitorul rege Mihai I, efectuat în rit ortodox.
Opoziția, inclusiv Iuliu Maniu, s-a mobilizat pentru a împiedica adoptarea noii Constituții. Nicolae Iorga nota la 9 martie: „Imens scandal al Opoziției Unite. Brătianu e împiedicat a vorbi prin necontenite huiduieli și printr-un potop de vorbe murdare“ pentru ca a doua zi să consemneze: „Surprind pe Maniu care înăbușe un zâmbet că Sever Dan fluieră din sirenă“. Iuliu Maniu a cerut regelui „să nu se opună voinței poporului“. In timpul dezbaterilor din Parlament, guvernul Brătianu a reprimat violent manifestațiile opoziției folosind armata. La 28 martie regele a semnat noua Constituție. A doua zi Partidul Național și Partidul Țărănesc au semnat o Declarație comună care stipula: „[...] luând act de încercarea Adunării ieșite din lovitură de stat, furt și fraudă, de a uzurpa drepturile fundamentale ale națiunii, singura chemată să-și dea pactul fundamental“, preciza: „Consideră acest act abuziv, ca o emanație a concepției absolutiste a puterii executive, fără consultarea voinței naționale. [...] Partidul Național și Partidul Țărănesc ridică din nou glasul lor de protest în fața țării și, pătrunse de misiunea încredințată lor de țară, de a apăra cu toată hotărârea drepturile națiunii, consideră această Constituție fără putere de a lega voința cetățenilor, fără putere de lege și de drept nulă. Ceea ce s-a născut la adăpostul baionetelor nu va putea trăi decât prin baionetă“.
Paradoxal, naționalii și țărăniștii aveau să guverneze după Constituția din 1923 și, ani mai târziu, chiar să o apere în fața adepților dictaturii.
Partidul Național Român din Transilvania s-a unit în 1926 cu Partidul Țărănesc al lui Ion Mihalache, constituind Partidul Național Țărănesc. Iuliu Maniu a fost președinte al partidului (1926-1933 și 1937-1947) și de trei ori prim-ministru al României între 1928 și 1933.
Pentru a aduce PNȚ la putere, Maniu s-a implicat în organizarea unor proteste publice împotriva guvernelor PNL (manifestațiile din mai 1928) și a plănuit efectuarea „Marșului asupra Bucureștiului”, un marș al țăranilor ardeleni la București, după modelul Marșului asupra Romei al lui Mussolini. Va reuși obținerea unei majorități favorabile PNȚ, în urma alegerilor din decembrie 1928, din nefericire prima guvernare țărănistă a avut loc în perioada marii depresiuni economice, iar programul lui Maniu nu a putut fi implementat.
În plan extern a colaborat cu lordul Rothermere, fervent susținător al revizuirii tratatului de la Trianon și a frontierelor româno-ungare.

### În timpul dictaturii regale a lui Carol al II-lea

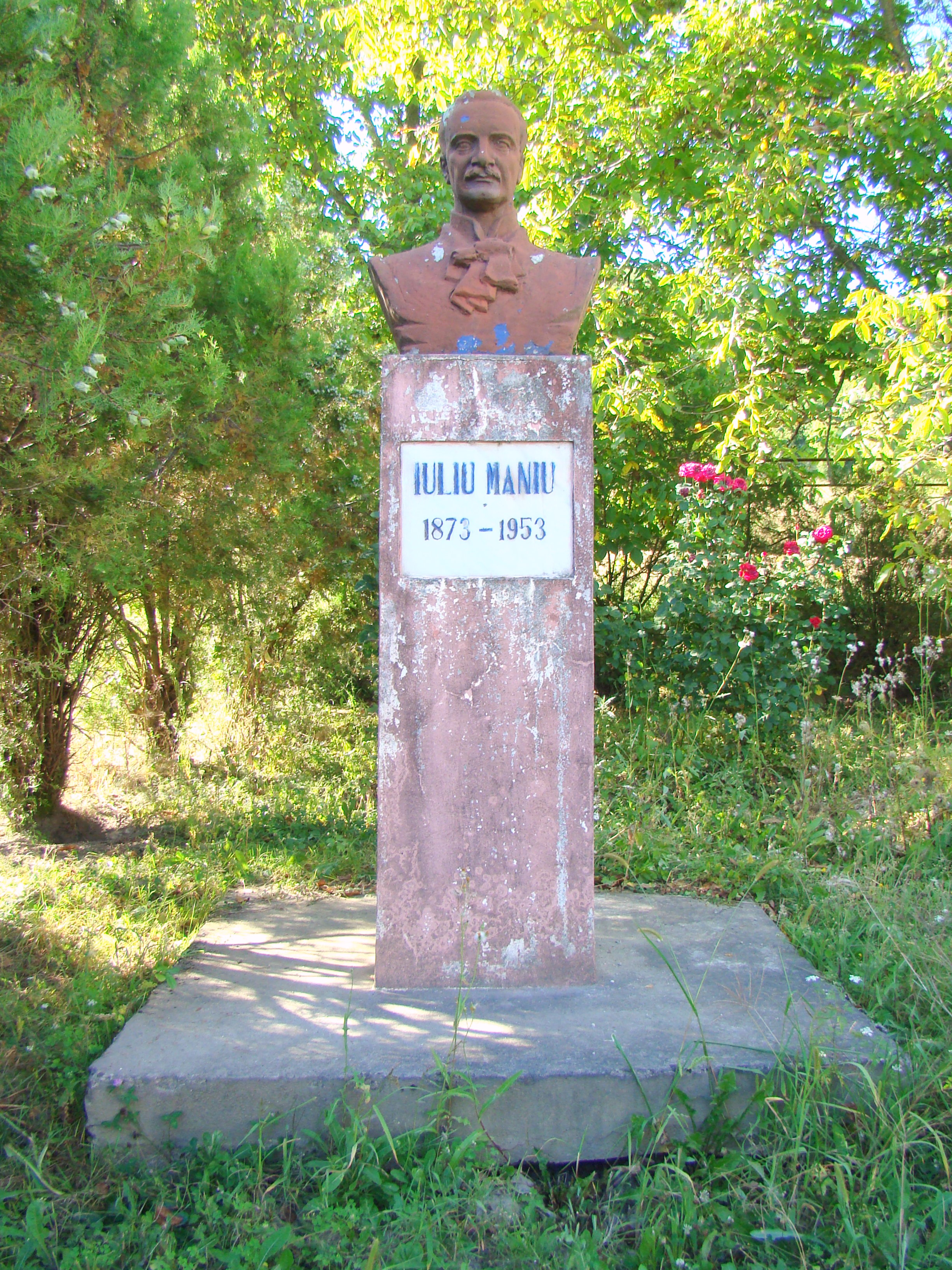
Bustul lui Iuliu Maniu amplasat pe domeniul familiei Maniu din Bădăcin

Criza dinastică din anii 1920 a pus principalele partide politice (PNL și PNȚ) pe poziții opuse. Guvernul Ion I.C. Brătianu a dat mai multe lovituri taberei carliste (alcătuită din susținătorii lui Carol al II-lea): în octombrie 1927, a fost arestat Mihail Manoilescu, ”unul dintre cei mai înfocați carliști”, fiind acuzat de tulburarea ordinii constituționale a statului. După moartea lui Ion I.C. Brătianu, ”în campania sa vizând răsturnarea liberalilor de la putere, Partidul Național Țărănesc nu a ezitat să agite problema revenirii lui Carol. După cum explica Iuliu Maniu, Regența instaurată în 1926 era slabă, iar în țară se crease un puternic curent de opinie favorabil reîntoarcerii în țară și pe tron a moștenitorului de drept al tronului: ”Regența, care după moartea regelui Ferdinand a preluat prerogativele regelui Mihai pe timpul minoratului său, era slabă. Prințul Nicolae nu avea nici o tragere de inimă să-și îndeplinească rolul ce i se încredințase. Patriarhul Miron se mulțumea să acumuleze bani și să-și protejeze acoliții. Regentul Buzdugan, singurul demnitar care-și îndeplinea rolul cu convingere, nu putea face față, în mod obiectiv, sarcinilor constituționale, fiind subiectiv și angrenat în sfera de interese a partidului liberal. Armata simțea nevoia unei căpetenii, Prințul Nicolae neavând vocațiunea de a o conduce. Restaurația prințului martir plutea în aer  În acele condiții, Maniu a negociat prin diverși interpuși condițiile reîntoarcerii în țară a ”prințului sacrificat de liberali”: ”intuind oarecum caracterul lui, am voit să-mi iau asigurări eficiente pentru a stăvili excesele dintr-o încorsetare deliberată. I-am trimis, încă din 1928, în mod discret, oameni de încredere, pe Popovici și pe Leucuția, care să trateze cu el condițiile revenirii. I-am cerut să se despartă definitiv de Lupeasca. A acceptat. I-am cerut să se reconcilieze cu Principesa Elena, mama copilului său, după ce m-am asigurat de acceptul Principesei. A primit. I-am cerut angajamentul solemn că va domni, fără a încerca să guverneze, că va respecta Constituția, legile țării și statutul civil al casei domnitoare și că va renunța la răzbunări și favoritisme. A acceptat și această condiție. Desigur că asentimentul pe care și l-a dat pentru respectarea condițiilor mele a fost doar formal. Influențat de Lupeasca și de câțiva ciraci care-l cultivau în mod interesat, ca Manoilescu, Gavrilă Marinescu, generalul Dumitrescu și Puiu Dumitrescu, Cesianu, Gatoski și alții, s-a hotărât să revină fără știrea și concursul oficialității, pentru a nu contacta nici o obligație și nici un angajament. Și-a organizat singur și destul de eficient revenirea, cu intenția de a ne pune în fața faptului împlinit, contând, desigur, mai mult pe simpatia de care se bucura în țară, și chiar în armată, despre care era bine informat, contând pe fratele său care i-a fost loial - și puțin și pe complotul minor și destul de pueril, pe care-l încropise cu câțiva militari devotați. După ce a sosit și a fost instalat de respectivii militari la Cotroceni, m-am prezentat la el și i-am propus formula restaurației: angajamentul solemn de a respecta clauzele pe care le cunoștea, intrarea în Regență în locul lui Sărățeanu, până la anularea divorțului și restabilirea conviețuirii cu Principesa și până la trecerea prin Parlament a dispozițiilor de abrogare a legilor legate de renunțarea lui la tron; până la urmă, proclamarea lui ca rege și încoronarea cu Elena.”

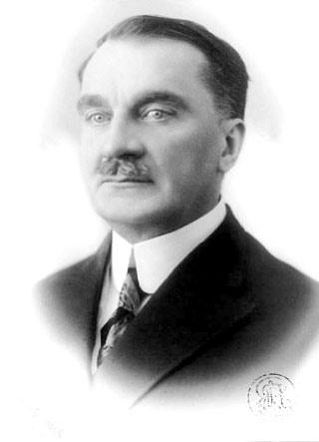
Iuliu Maniu

În cadrul înțelegerilor privind întronarea succesorului regelui Ferdinand ar fi intrat și plănuita încoronare a lui Carol la Alba Iulia, pentru care manifestele au fost imprimate în Ungaria. Întreaga acțiune a fost dejucată de serviciile române de informații, care au obținut de la guvernul englez expulzarea lui Carol din Marea Britanie (unde acesta aștepta desfășurarea evenimentelor). În schimb, Carol a dus imediat o politică proprie, nu a mai recunoscut cele promise (că-și va relua căsnicia cu regina Elena, mama regelui Mihai ș.a.) și l-a înlăturat pe Maniu rapid de la guvernare.
Iuliu Maniu s-a opus în permanență guvernării autocratice a regelui Carol al II-lea, iar în particular înființării în 15 decembrie 1938 a Frontului Renașterii Naționale, o formațiune totalitară, care dădea startul unipartidismului român. În aceeași zi de 15 decembrie 1938, Iuliu Maniu și alți cincizeci de membri importanți (ardeleni și bănățeni) ai Partidului Național Țărănesc, au prezentat regelui Carol al II-lea un memorandum: Patria de lux. Memorandul românilor din Transilvania (Ardeal, Banat, Crișana, Satu-Mare, Maramureș) prezentat M.S. Regelui Carol II în 15 decembrie 1938, în care este sever criticată dictatura regală și centralizarea excesivă a țării.
După eșecul politicii lui Carol al II-lea și pierderile teritoriale din 1940, Maniu a refuzat colaborarea cu regimurile instalate după 6 septembrie 1940. În timpul dictaturii regale a lui Carol al II-lea, Corneliu Coposu a notat riguros toate nemulțumirile, criticile și întâlnirile dintre Iuliu Maniu și regele dictator. În mai multe rânduri, Coposu insistă pentru a afla detaliile legate de venirea ilegală în țară a prințului Carol, pe care, în calitate de prim-ministru al guvernului României, Iuliu Maniu ar fi putut să-l aresteze, și vrea să afle motivele pentru care nu s-a întâmplat acest lucru. Iată cum îi explica Maniu lui Coposu această decizie: ”Puteam să-l arestez la 6 iunie. Nu ar fi fost oportun. Ar fi fost chiar o greșeală politică pe care partidul ar fi plătit-o scump. În anul 1930, lumea românească, în marea ei majoritate, nutrea o simpatie evidentă pentru cel socotit atunci Prințul sacrificat de liberali. Țara îl dorea. El era considerat o victimă a manevrelor lui Brătianu și încarna multe nădejdi. Opinia publică trecea, cu destulă ușurință, peste aventurile lui anterioare. Ba chiar îi apreciau romantismul și cavalerismul dovedit. Țara era pornită contra liberalilor, uzați de o guvernare prelungită și destul de abuzivă, și îmbrățișa cu ostentație pe toți adversarii guvernanților și în primul rând pe prințul moștenitor, prin a cărui îndepărtare din țară fusese întronat un copil, tutelat prin regență”. Coposu explică în notele sale de ce lecțiile de politică și istorie primite de la Iuliu Maniu l-au ajutat să înțeleagă una dintre cele mai complicate perioade din istoria națională. Datorită apropierii de Iuliu Maniu, Corneliu Coposu a fost martor ocular și participant la nenumărate evenimente politice importante (negocierile lui Iuliu Maniu cu regele Carol al II-lea; pactele politice încheiate de Partidul Național Țărănesc cu alte partide din opoziție pentru limitarea efectelor dictaturii personale regale a lui Carol al II-lea; pregătirea actului de la 23 august 1944; înscenările făcute de comuniști împotriva partidelor istorice, în particular, împotriva Partidului Național Țărănesc), fapt care i-a permis, ulterior, să dea informații inedite, să corecteze erori factuale ori istoriografice, interpretări greșite sau tendențioase ale istoriei și politicii interbelice, din timpul celui de-al Doilea Război Mondial, din perioada postbelică și din cea comunistă .

### În timpul celui de-Al Doilea Război Mondial
Astfel, o mărturie a lui Corneliu Coposu din perioada statului național legionar arată că Partidul Național Țărănesc a fost una dintre țintele terorismului criminal legionar. În notele inedite ale lui Corneliu Coposu, publicate abia în 2014, „Seniorul” povestește că la zece minute după ridicarea de acasă a lui Madgearu, care, la vremea respectivă, era secretarul general al Partidului Național Țărănesc, Iuliu Maniu a fost sunat de doamna Madgearu, care i-a povestit că soțul îi fusese ridicat de acasă de către legionari. După ce Maniu și Coposu s-au dus la locuința lui Madgearu, iar președintele PNȚ l-a sunat pe secretarul general al Ministerului de Interne, colonelul Rioșianu, care i-a explicat că autoritățile (nelegionare) nu știau nimic despre acest caz. Maniu l-a trimis pe Coposu atât la Ministerul de Interne, de unde a primit din partea lui Rioșianu două pistoale și cartușe, precum și instrucțiuni precise despre cum să procedeze dacă vin legionarii și la Maniu: „trageți în ei, ca în câini, pe răspunderea mea!”.. 
Seara pe la ora 18 s-a primit înștiințarea oficială a asasinării lui Virgil Madgearu. Maniu și Coposu s-au deplasat de urgență la locul asasinatului..
Începând cu 1940, Maniu a fost un opozant al regimului lui Ion Antonescu, între Maniu, Brătianu și Ion Antonescu existând un schimb extensiv de corespondență privitoare la deciziile politice ale conducătorului statului. În jurnalul lui Corneliu Coposu se regăsesc detaliile privind rolul central jucat de către Iuliu Maniu în organizarea loviturii de stat de la 23 august 1944, prin care România ieșea din alianța cu Germania lui Hitler și intra în alianță cu puterile occidentale și URSS, care au implicat partidele politice, grupuri din diplomație, armată, casa regală; Iuliu Maniu l-a convins pe tânărul rege Mihai I să participe la înlăturarea de la putere a mareșalului Antonescu, ceea ce a conferit legitimitate politică actului de la 23 august 1944; diplomatul Grigore Niculescu Buzești a fost unul dintre cei care făceau legătura între Iuliu Maniu și regele Mihai. Coposu povestește și explică în mod clar circumstanțele în care și motivele pentru care Iuliu Maniu a refuzat să prezideze guvernul instalat după 23 august 1944; acel guvern ar fi fost sabotat de către sovietici și complicii lor comuniști. Insemnatatea, relatia complexă si eforturile anglo-americane comune in condiții antagonice internaționale ale lui Iuliu Maniu sunt relatate de Regele Mihai I in cartea sa de intervuri Convorbiri Cu Regele Mihai I Al Romaniei de Mircea Ciobanu tiparită în 1992.

### În perioada comunistă, arestarea, întemnițarea

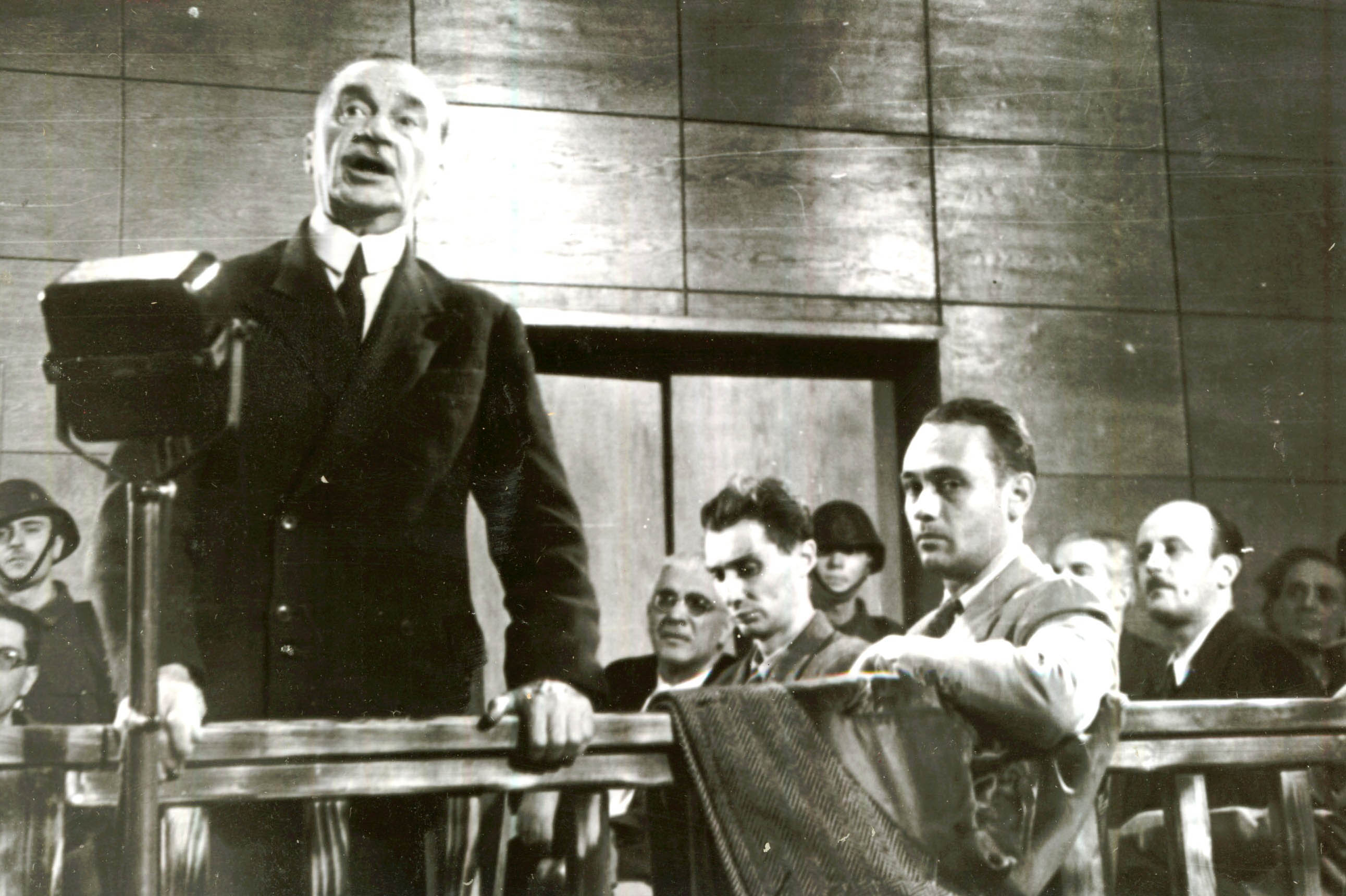
Iuliu Maniu la proces

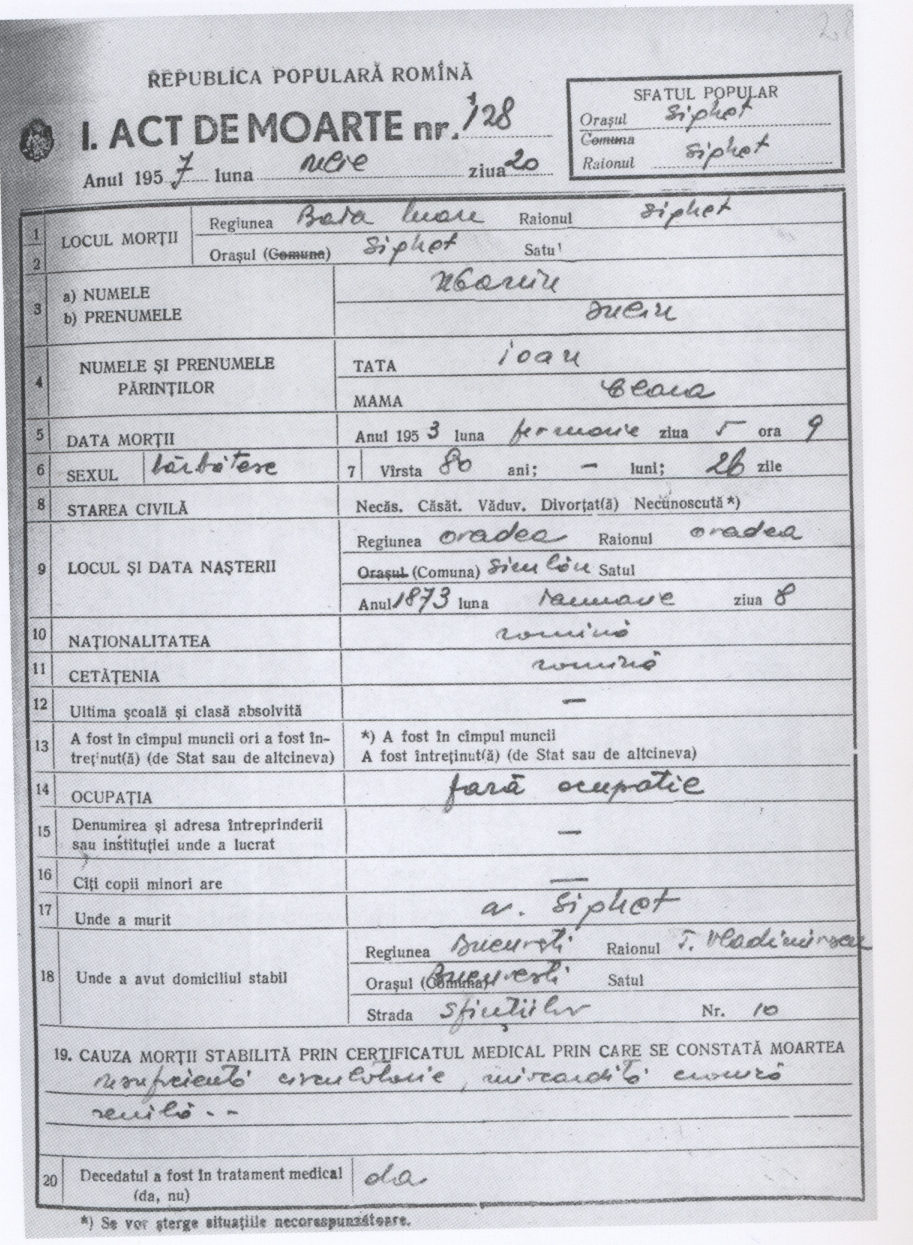
Certificatul de deces al lui Maniu

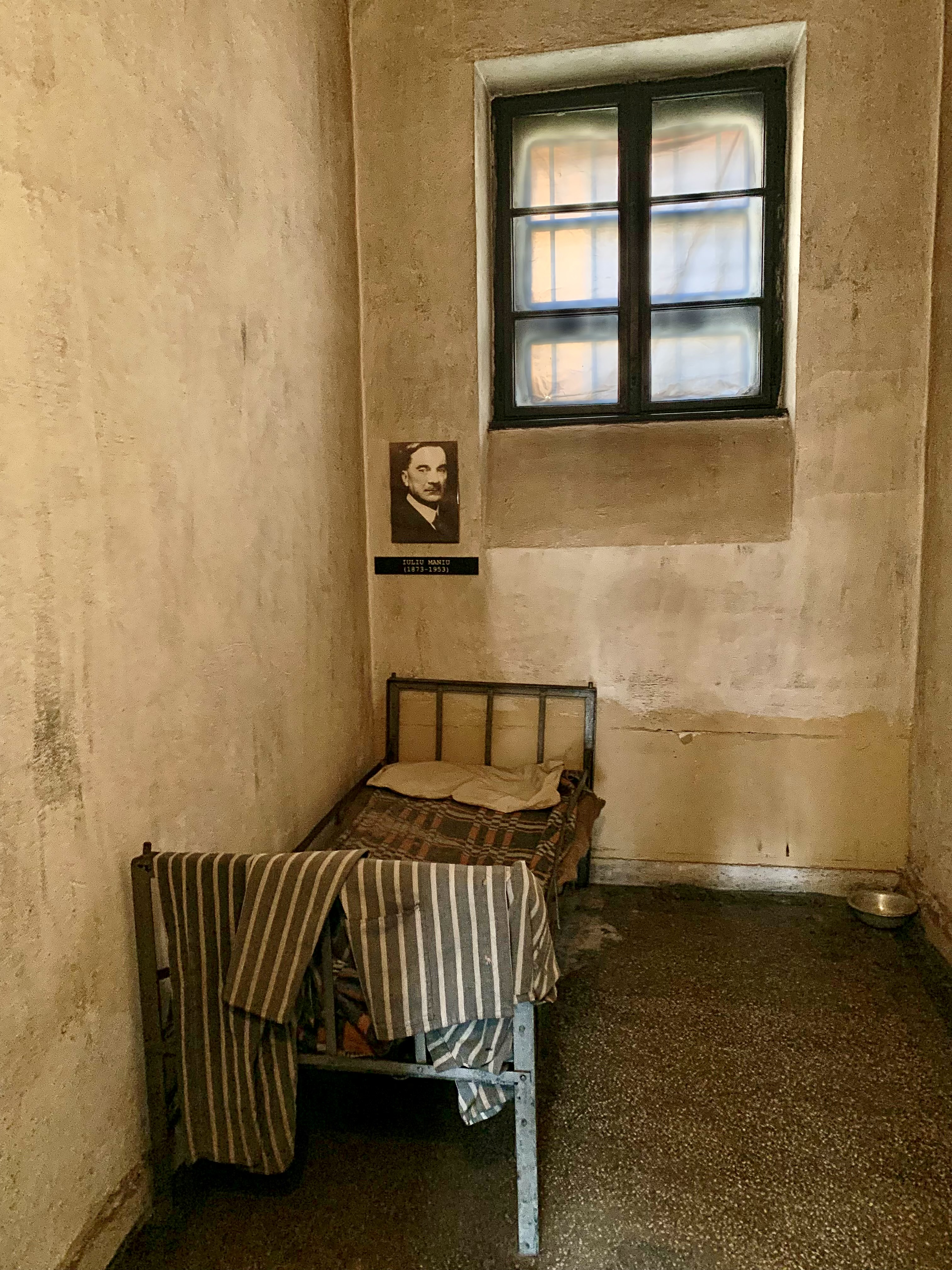
Celula morții lui Iuliu Maniu, Memorialul Sighet

Monumentul lui Iuliu Maniu din București

După 23 august 1944 Maniu a luptat împotriva preluării țării de către comuniști, proces pe care a refuzat să-l accepte, încrezător în sprijinul marilor puteri occidentale. La 1 noiembrie 1944 Iuliu Maniu îl întreba printr-o telegramă pe vicemareșalului Donald Stevenson dacă guvernul britanic are de gând să predea România Uniunii Sovietice, răspunsul fiind negativ. Pe 8 noiembrie însă ministrul de externe al Marii Britanii (Foreign Office) îi scria reprezentantului său la București (John Le Rougetel) într-o telegramă strict confidențială că înțelegerea dintre Churchill și Stalin privind Grecia și România orientează politica britanică.
S-a opus instalării guvernului Groza la 6 martie 1945, protestând mereu împotriva încălcării democrației, inclusiv prin memorii adresate puterilor occidentale. A obținut, alături de PNȚ, o victorie zdrobitoare în alegerile din 19 noiembrie 1946, rezultate eliminate însă prin falsificarea alegerilor de comuniști.
În urma înscenării de la Tămădău a fost arestat, la 14 iulie 1947, de autoritățile comuniste și judecat pentru „înaltă trădare” în procesul început la 29 octombrie 1947. Prin sentința dată la 11 noiembrie 1947, Iuliu Maniu era condamnat la închisoare pe viață. Avea 74 de ani și a fost trimis la penitenciarul din Galați, pe baza ordinului de arestare 105.515/27 noiembrie 1947. În august 1951 este transferat, împreună cu Ion Mihalache, Ilie Lazăr, Camil Demetrescu, Niculescu-Buzești, Nicolae Carandino și alții din ”lotul Maniu”, la Sighet. În ultimele luni de viață, colegul său de celulă a fost prietenul său Carandino, în ale cărui memorii se găsesc relatările privind ”testamentul politic” și ”testamentul religios” ale ”Domnului Președinte”, precum și detalii importante din viața, activitatea politică, gândirea morală, religioasă, politică a lui Maniu. Iuliu Maniu s-a stins din viață la 5 februarie 1953 la Sighet, în vârstă de 80 de ani, cadavrul său fiind aruncat într-o groapă din Cimitirul Săracilor, de la marginea orașului Sighet.
În data de 12 noiembrie 1998, prin decizia nr. 40/1998, Curtea Supremă de Justiție a dispus reabilitarea lui Iuliu Maniu și a înlăturat pedeapsa complementară a confiscării averii, pronunțată în 1947. La 1 decembrie 1998 a fost dezvelit Monumentul lui Iuliu Maniu din București. Iuliu Maniu și-a lăsat prin testament întreaga avere Episcopiei Greco-Catolice de Oradea, care a recuperat Casa Iuliu Maniu de la Bădăcin, unde a amenajat un spațiu memorial.

## Omagieri

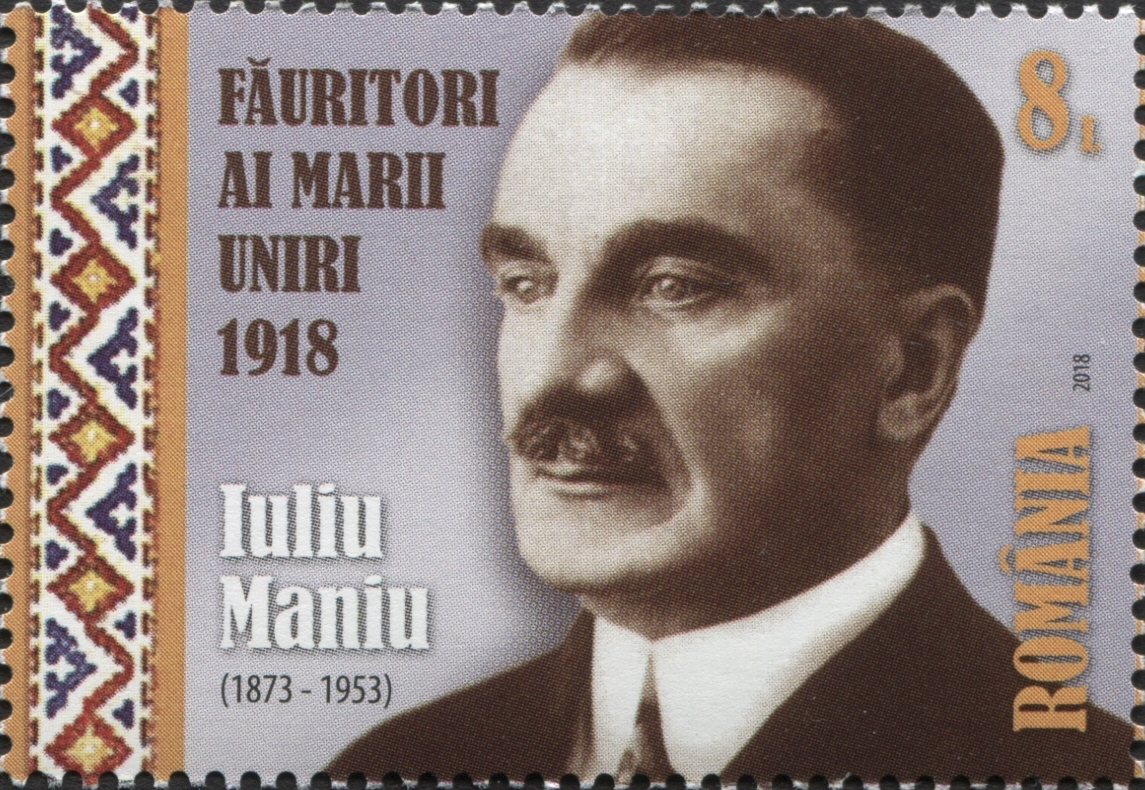
Timbru cu Iuliu Maniu cu ocazia centenarului Marii Uniri

### Numismatică
Cu prilejul Centenarului Unirii Transilvaniei cu România, la 26 noiembrie 2018, Banca Națională a României a pus în circulație, în atenția numismaților, un set de monede; pe aversul fiecăreia dintre monedele din set este gravată o prelucrare a unei fotografii de Samoilă Mârza, textele (în arc de cerc) ROMANIA și MAREA ADUNARE DE LA ALBA IULIA, valoarea nominală, stema României și milesimul (anul de emisiune) 2018. Pe reversul fiecărei monede sunt gravate efigiile lui Ștefan Cicio Pop, Gheorghe Pop de Băsești, Iuliu Maniu, Vasile Goldiș și Iuliu Hossu. Monedele de aur au valoarea nominală de 500 de lei (200 de exemplare), monedele de argint au valoarea nominală de 10 lei (200 de exemplare), iar cele de metal comun au valoarea nominală de 50 de bani (5.000 de exemplare), toate de calitate proof. Au fost emise, în același set de monede, 1.000.000 de monede de metal comun de calitate UNC (necirculate).
Banca Națională a României a pus în circulație, la 6 februarie 2023, în atenția numismaților, o monedă comemorativă de aur, cu prilejul împlinirii a 150 de ani de la nașterea lui Iuliu Maniu. Întreaga emisiune de 1.000 de exemplare este de calitate proof. Moneda este rotundă, cu titlul de 999‰, are masa de 31,103 grame, diametrul de 35 mm, iar marginea este netedă.
- Pe avers au fost gravate imaginea palatului Adunării Deputaților din București, în perioada interbelică, inscripția ROMANIA, în arc de cerc, milesimul 2023, stema României și valoarea nominală 500 LEI.
- Pe revers au fost gravate portretul lui Iuliu Maniu, semnătura acestuia precum și anii între care a trăit acesta 1873 și 1953.[37]

## Ediții
- Iuliu Maniu, Discursuri parlamentare rostite în Camera Ungariei, 29 mai-31 iulie 1906, Tipografia Seminarului Arhidiecezan, Blaj, 1906.
- Alexandru Aurel S. Morariu. Iuliu Maniu - Trei discursuri.

## Galerie de imagini

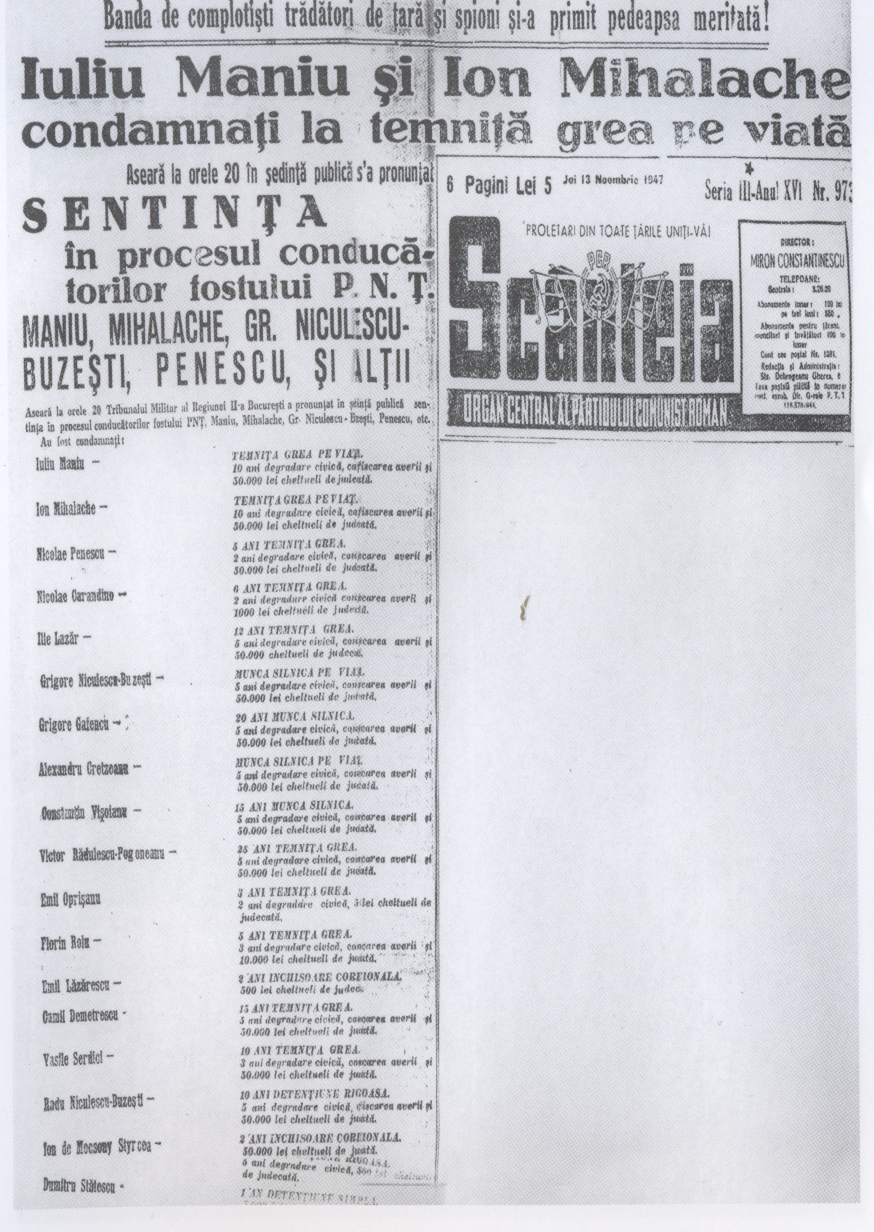
Sentința procesului liderilor PNȚ, publicată în ziarul Scânteia la 13 nov. 1947
Bustul lui Iuliu Maniu, ridicat la Alba Iulia
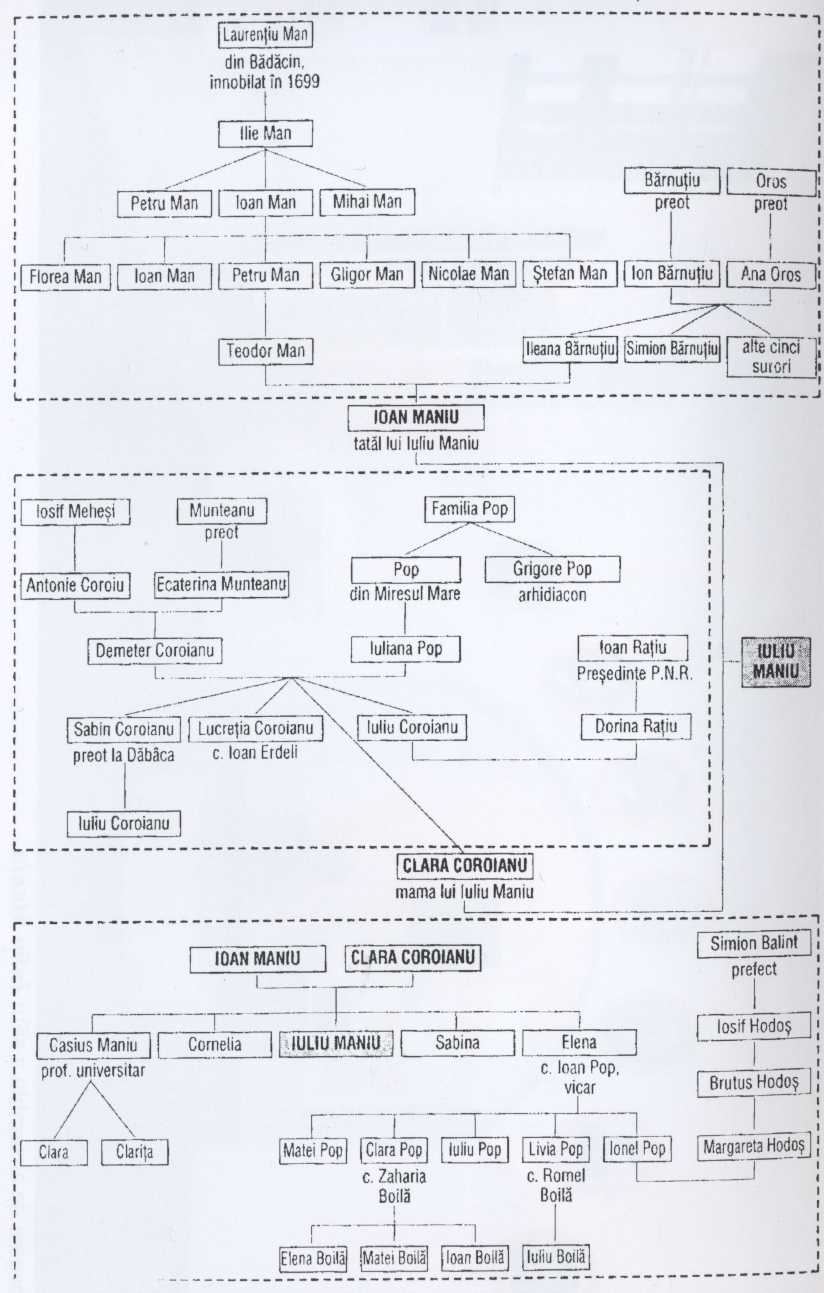
Genealogia lui Maniu
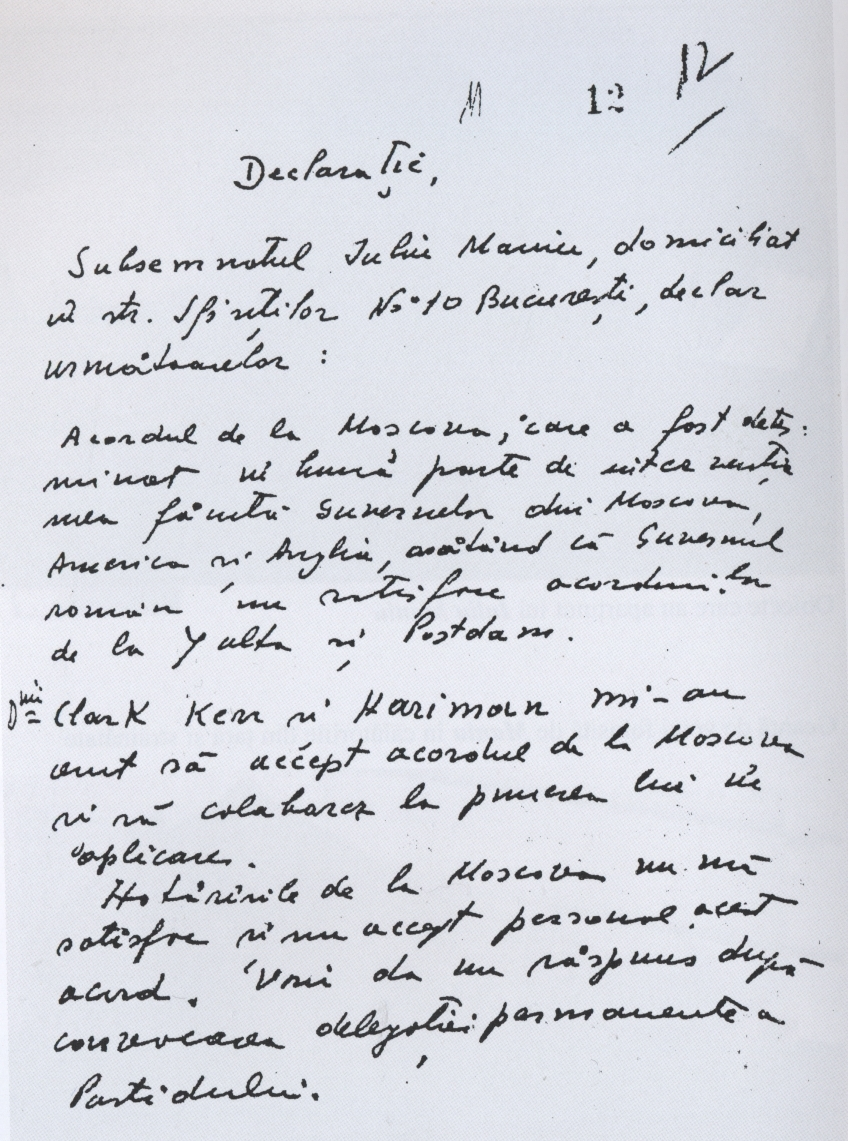
Declarație a lui Maniu din 1947, prin care își exprimă dezacordul privind actul tripartit
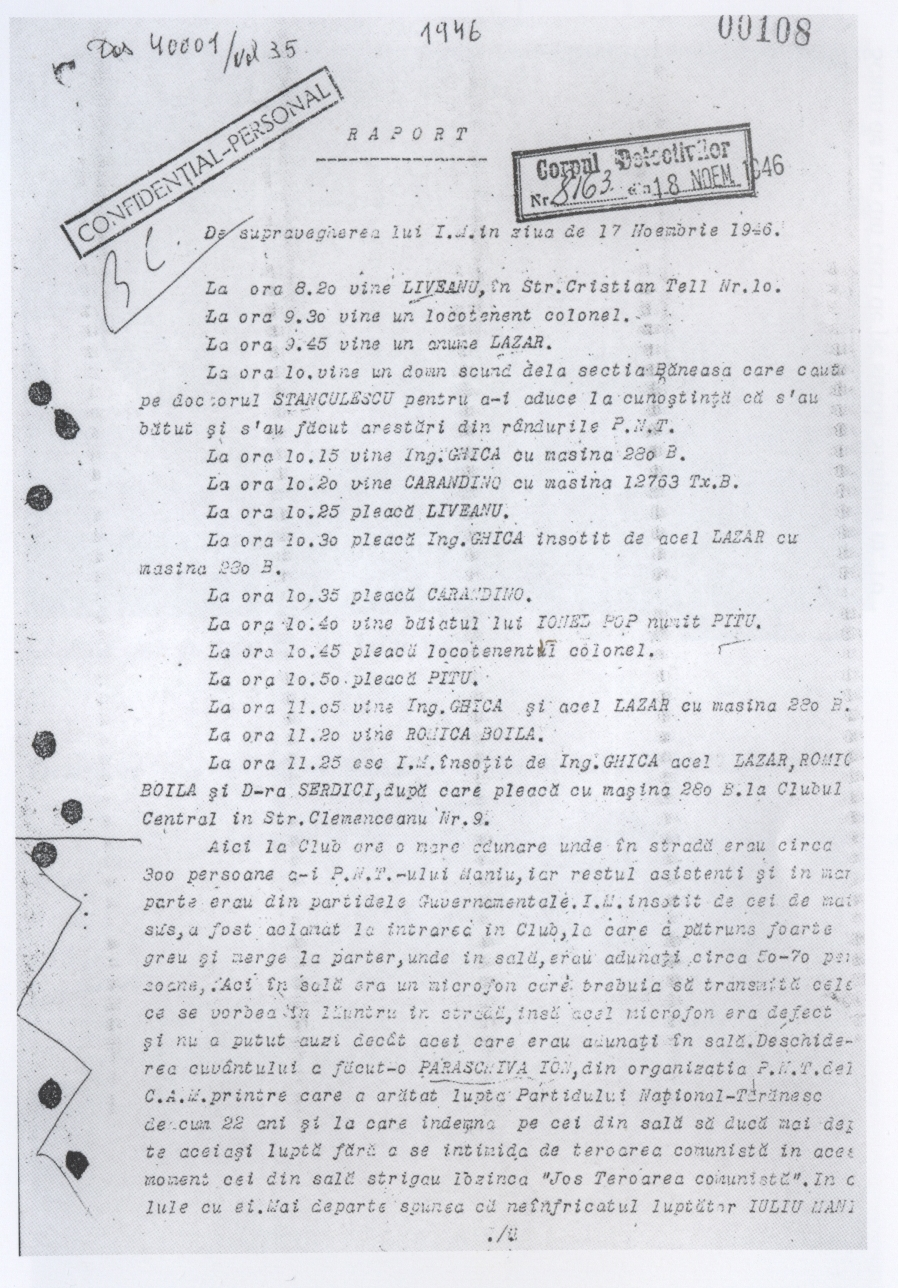
Pagină din raportul de urmărire al lui Maniu pe 17 nov. 1946, cu 2 zile înainte de alegeri
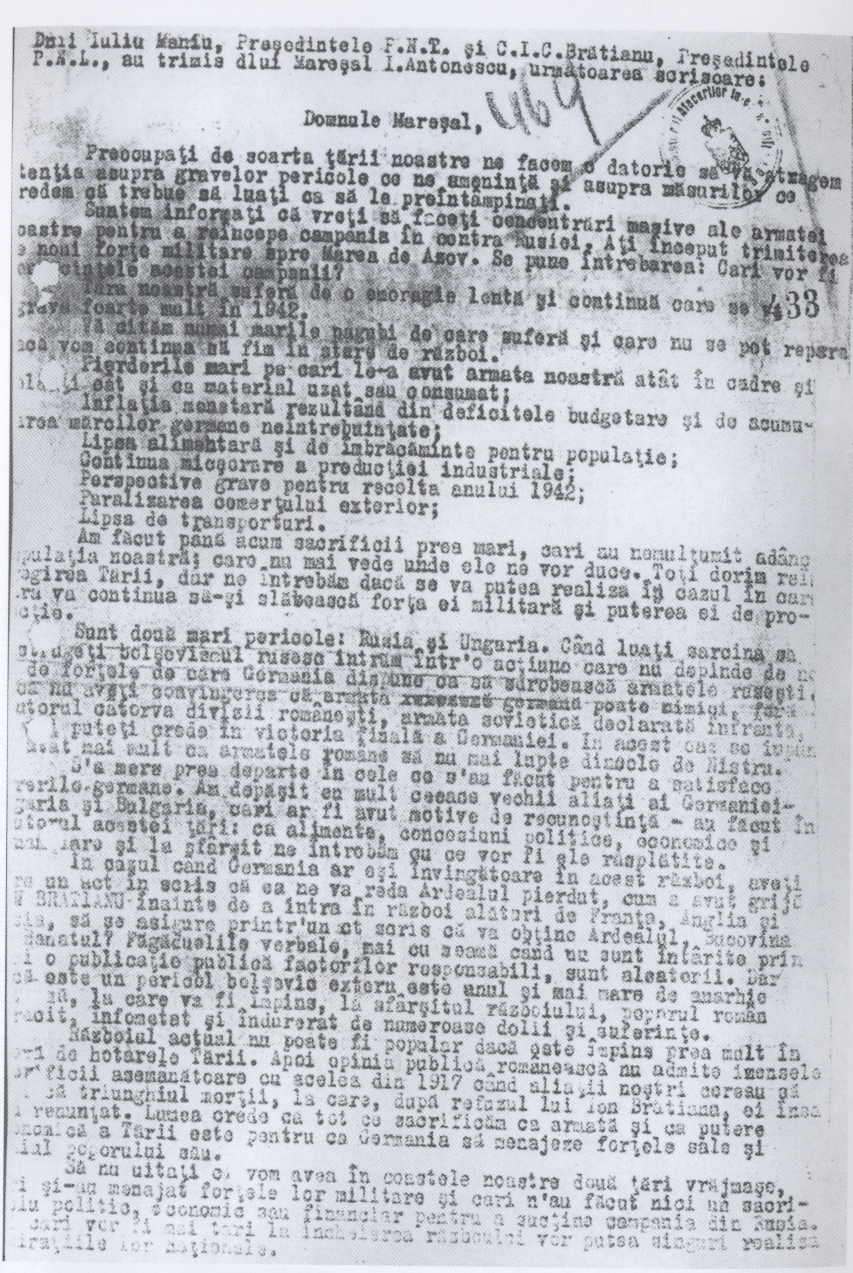
Memoriul lui Maniu și IC Brătianu din 1942, adresat lui Antonescu